# Yopal
Yopal är en kommun och stad i Colombia.   Den ligger i departementet Casanare, i den centrala delen av landet. Antalet invånare i kommunen är 106 822.
Yopal är administrativ huvudort för departementet Casanare och centralorten hade 100 738 invånare år 2008.